# Otomops johnstonei
Otomops johnstonei är en fladdermus i familjen veckläppade fladdermöss som förekommer i Sydostasien. Artepitet i det vetenskapliga namnet hedrar zoologen R. E. Johnstone från ett museum i västra Australien.
Den första individen som upptäcktes (holotyp) hade en kroppslängd (huvud och bål) av 7,9 cm, en svanslängd av 4,4 cm och en vikt av 19,5 g. Öronen var 3,1 cm stora och bakfötterna var 1,9 cm långa. De avrundade öronen är på hjässan sammanlänkade med en hudremsa. Den övre läppen saknar tydliga veck i motsats till flera andra familjemedlemmar. Däremot finns tjocka hår på övre läppen. Svansen bär hår och den har en liten tofs vid slutet. Jämförd med Otomops formosus har arten ett smalare kranium. Håren på huvudet är nära roten vita och annars mörkbruna. Vid varje öra finns en liten vit fläck. Kring axlarna förekommen en mantel av längre ljusbruna hår med grå skugga. Andra delar av ovansidan är spräcklig gråbruna. De bruna håren på undersidan har ibland gråa spetsar.
Arten lever endemisk på Alor Island norr om Timor i Indonesien. Den lever där i skogar. Holotypen hittades i ett hål i träd som antagligen skapades av en fågel.
IUCN listar Otomops johnstonei med kunskapsbrist (DD).